# 등명락가사

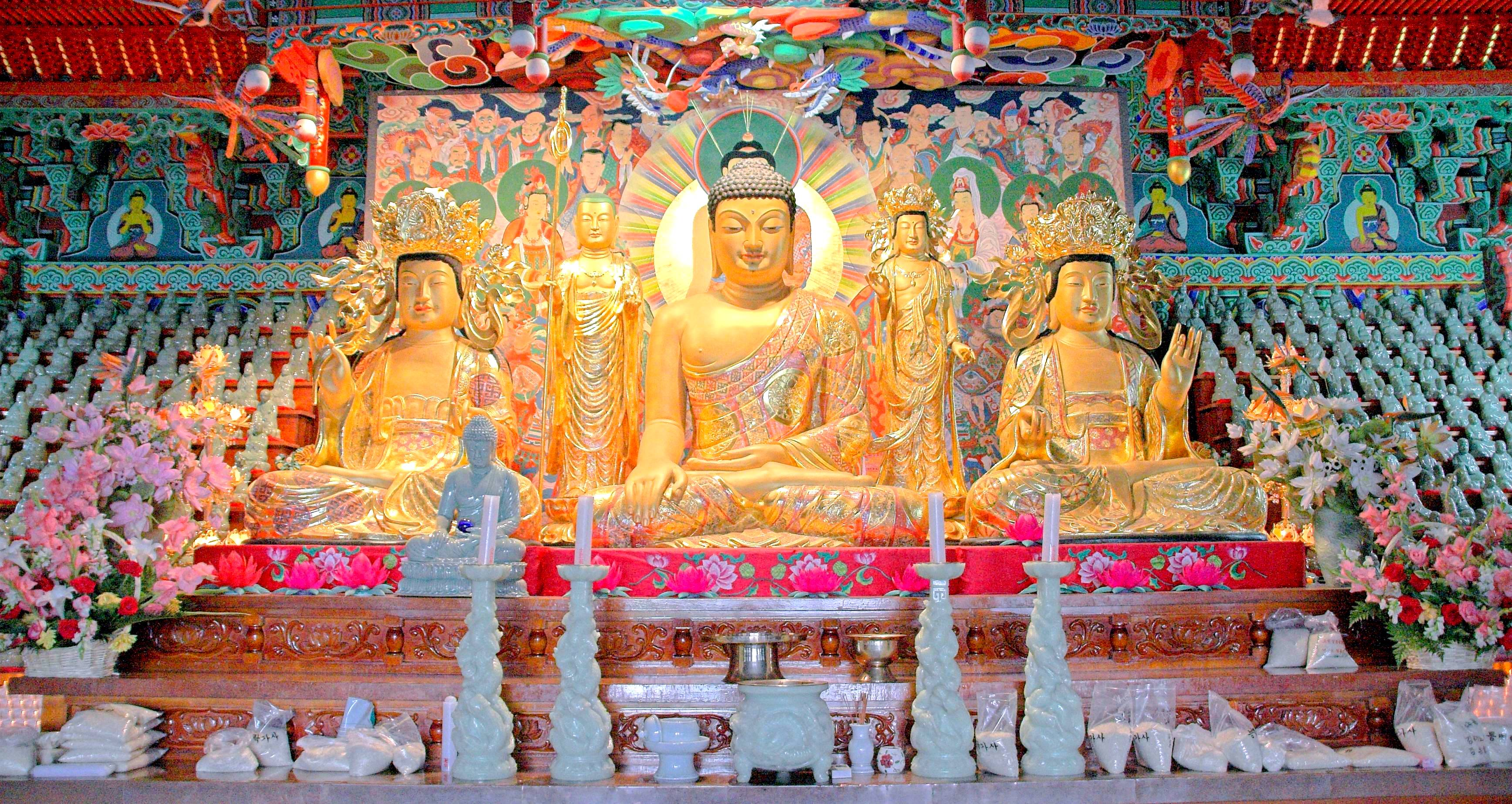
등명락가사의 본존불과 오백나한

등명락가사는 강원특별자치도 강릉시 괘방산에 있는 사찰이다. 신라 선덕여왕 때 자장율사가 설립하였으며, 초기 수다사라고 명명되었다. 1957년에 낙가사로, 1980년에 중창불사, 이후 등명락가사로 변경되었다.